# Petzval-Summe
Die Petzval-Summe bzw. der daraus resultierende Radius der Petzval-Fläche beschreibt die Bildfeldwölbung eines optischen Systems. Sie wurde von dem Mathematiker Josef Maximilian Petzval entwickelt und 1843 publiziert. Für eine Anzahl dünner Linsen mit der jeweiligen Brennweite {\displaystyle f_{i}} und dem Brechungsindex {\displaystyle n_{i}} gilt:
{\displaystyle {\frac {1}{r_{p}}}=\sum _{i}{\frac {1}{n_{i}f_{i}}}}
Der reziproke Radius {\displaystyle r_{p}} der Petzval-Fläche ist gleich der Petzval-Summe.
Allgemeiner gilt:
{\displaystyle {\frac {1}{r_{p}}}=n_{k+1}\sum _{i}^{k}{\begin{cases}\rho _{i}\left({\frac {1}{n_{i}}}-{\frac {1}{n_{i+1}}}\right),&{\text{refraktive Fl}}{\mathrm {\ddot {a}} }{\text{che}}\\2\rho _{i},&{\text{reflexive Fl}}{\mathrm {\ddot {a}} }{\text{che}}\end{cases}},}
wobei {\displaystyle \rho _{i}} die Krümmung der i-ten Fläche ist (Kehrwert des Radius; 0 für ebene Fläche). {\displaystyle \rho _{i}} ist positiv für eine in Lichtausbreitungsrichtung konvexe Fläche, negativ für eine konkave. {\displaystyle n_{i}} ist der Brechungsindex vor der i-ten Fläche und {\displaystyle n_{i+1}} der Brechungsindex danach. {\displaystyle n_{k+1}} ist der Brechungsindex nach der letzten Fläche.

## Petzval-Bedingung
Die Petzval-Bedingung besagt, dass die Krümmung der Petzvalfläche dann verschwindet, wenn die Petzval-Summe null ist. Tritt zudem kein Astigmatismus auf, ist das Bildfeld eben.
Ist Astigmatismus vorhanden, gibt es zwischen der Krümmung der Petzval-Fläche und der Krümmung von tangentialer {\displaystyle r_{t}} und sagittaler {\displaystyle r_{s}} Bildebene folgende Beziehung:
{\displaystyle {\frac {2}{r_{p}}}={\frac {3}{r_{s}}}-{\frac {1}{r_{t}}}}
Die mittlere Bildfeldwölbung ist hierbei das reziproke Mittel von tangentialer und sagittaler Krümmung.